# Jean-Louis Kieffer
Pour les articles homonymes, voir Kieffer.
Œuvres principales
Le Platt Lorrain de poche, Saa mol
Jean-Louis Kieffer  né le 25 mai 1948 à Filstroff en Moselle, est un écrivain et un poète français. Dans ses œuvres, sa langue d'expression principale est le francique mosellan (Platt), celle-ci étant sa langue maternelle.
Personnalité du pays de nied, cet ancien professeur de français est actuellement le président de l'association linguistique Gau un Griis.

## Biographie
Né en mai 1948 à Filstroff, Il n'a pas connu la langue française avant l'âge de 6 ans.
Il fait partie du groupe de personnes ayant fondé l'association Gau un Griis en 1986. Étant aussi l'un des membres du comité de rédaction de la revue littéraire trilingue « Paraple », édité par cette association depuis 2001.
Il présente également une chronique en francique mosellan pendant environ deux minutes, sur France Bleu Lorraine Nord.

## Œuvres
- Wou de Nitt bréllat : Gedichter un Gechichter of Muselfränkisch, 1988 (BNF 34938354)
- Wierter for de Wolken : Texte in Lothringer Mundart, Logos Verlag, 1994 (BNF 43811861)
- De Nittnix : un anner Zälcher, Éd. Serpenoise, 1994 (BNF 35787208)
- Mach keen Dénger : Lothringer Weisheet aus em Niedtal un ronderem ; proverbes, dictons et expressions de la sagesse populaire du Pays de Nied et alentours, Gau un Griis/Serge Domini, 1998 (BNF 43741574)
- Der Opa un sein Schinken : Un noch anner Verzehlcher, 2002 (OCLC 314213794)
- Le Platt Lorrain de poche, Assimil, 2006 (BNF 40140209)
- Le Platt Lorrain de poche (réédition), Assimil, 2012 (BNF 42714436)
- Awwei awwer ! : moselfränkische Geschichten und Gedichte, KVHS, 2008 (OCLC 316300483)
- Saa mol : 250 mots franciques typiques de la région Bouzonville-Boulay, 4e édition, Gau un Griis, 2012 (BNF 42775097)
- Ji Ji Peerdchen : Kennerreimcher / Rimes enfantines, Gau un Griis
- Petite histoire de la langue francique - Kurze Geschichte der fränkischen Sprache, 1997 (OCLC 908687749)
- Les sobriquets du Pays de Nied, Éd. des Paraiges, 2016  (ISBN 978-2375350300)
- Of der Zong : Poèmes et textes en Francique mosellan avec traductions , Ed. Gau un Griis, 2019 (

### Œuvres traduites
- L'Ondine de la Nied et autres contes, Éd. Serpenoise, 1994 (BNF 35791229)

## Récompenses
- Grand Prix de la Société des Écrivains d'Alsace, de Lorraine et du Territoire de Belfort (1989)
- Goldener Schnawwel (Mundartpreis des Saarländischen Rundfunks) (1992)
- Hans Bernhard Schiff Preis (1999)